# 科索夫斯卡河
科索夫斯卡河（烏克蘭語：Косівська），是烏克蘭的河流，位於該國西部外喀爾巴阡州，屬於蒂薩河的右支流，發源自多吉亞斯卡湖，河道全長41公里，流域面積157平方公里。